# Stružinec
Obec Stružinec se nachází v okrese Semily v Libereckém kraji. Žije zde 687 obyvatel.

## Historie
První písemná zmínka o obci pochází z roku 1377.

## Pamětihodnosti
- Socha Nejsvětější Trojice, vedle školní zahrady
- Socha svatého Jana Nepomuckého
- Lípy u Sv. Trojice, dvojice památných stromů
- Lípa ve Stružinci, památný strom, ve skupině tří lip na jihozápadním okraji obce, u zemědělské usedlosti čp. 9

## Části obce
- Stružinec
- Bezděčín
- Pohoří
- Tuhaň

## Fotogalerie

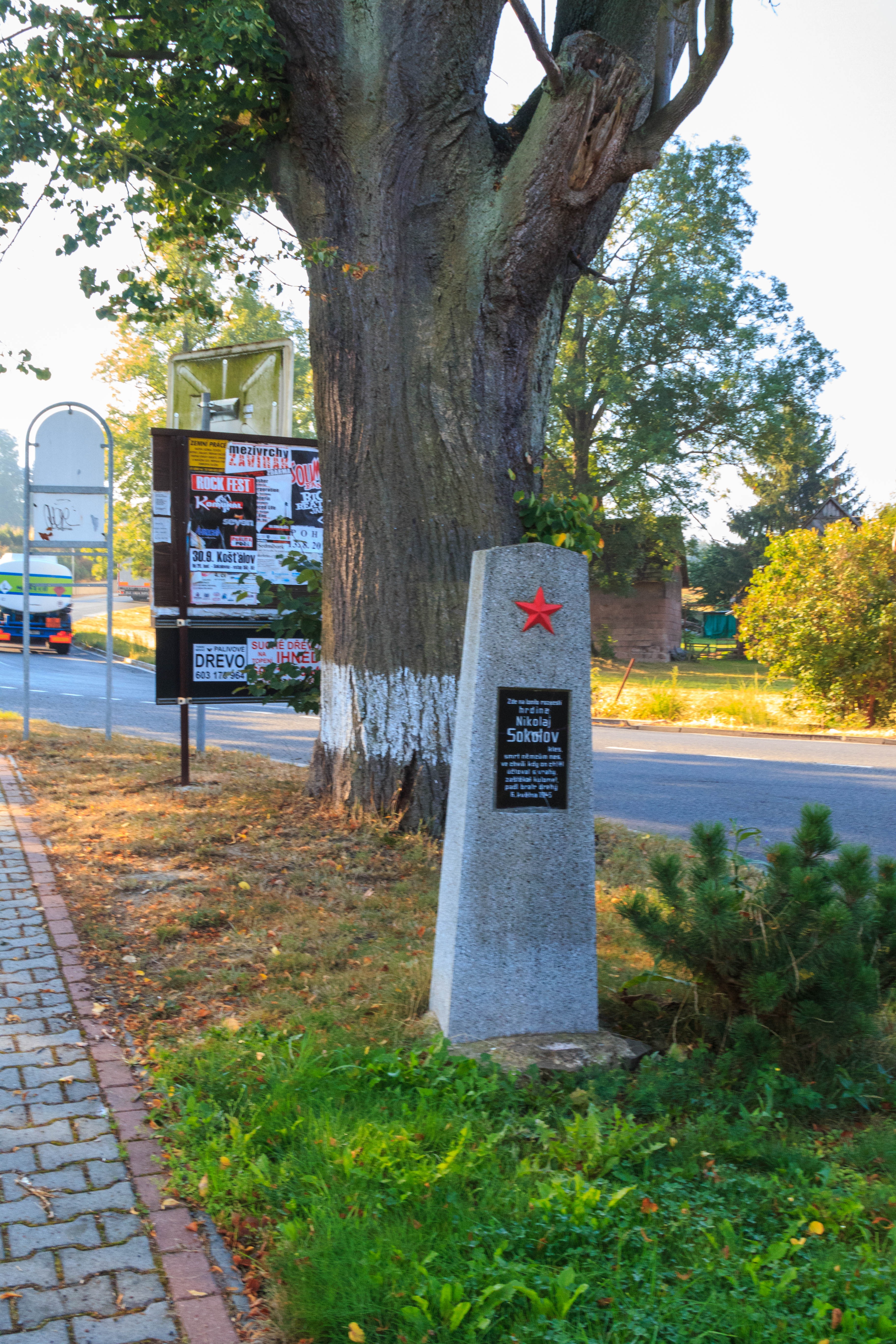
Stružinec - pomník padlého rudoarmejce
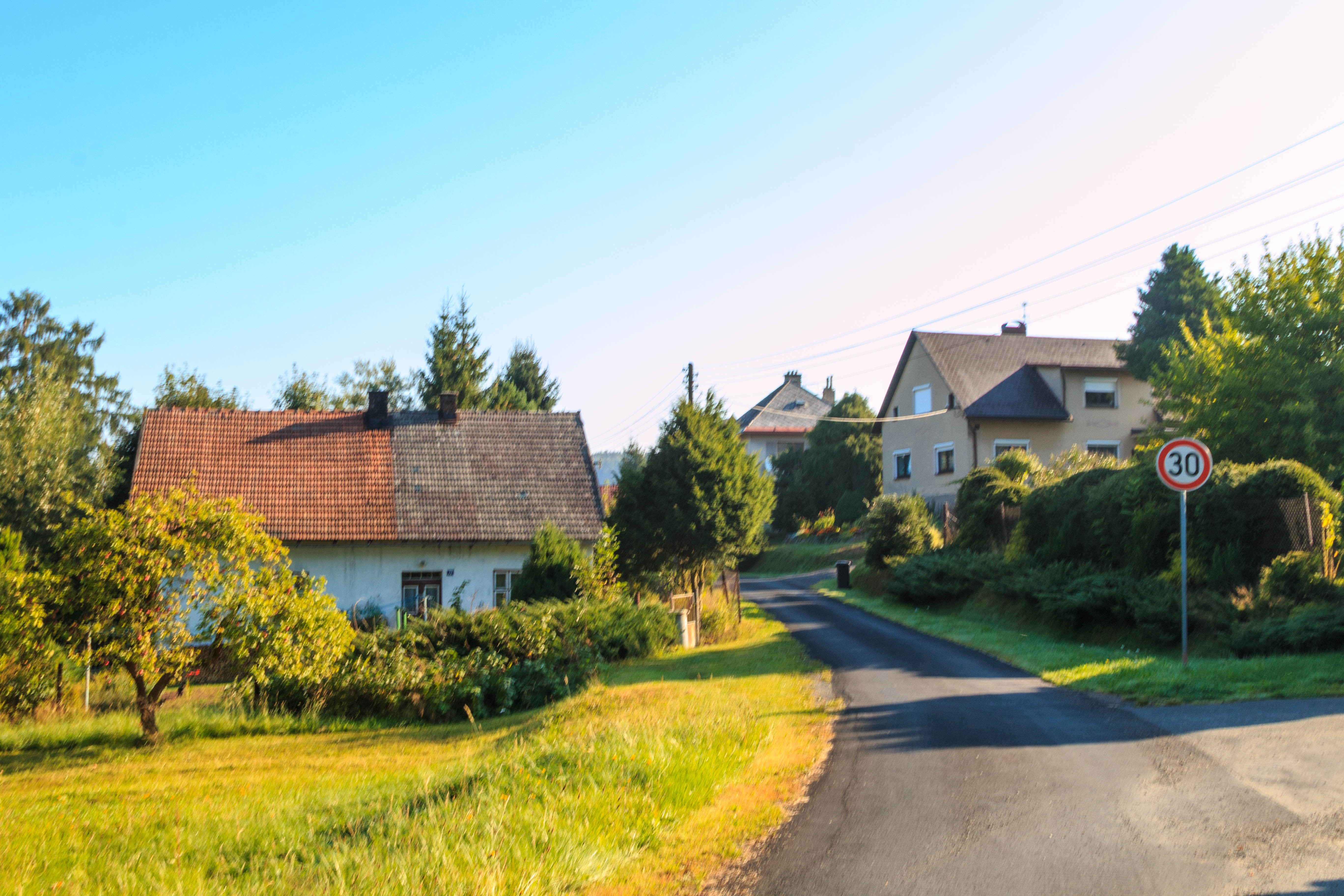
Stružinec - čp. 87
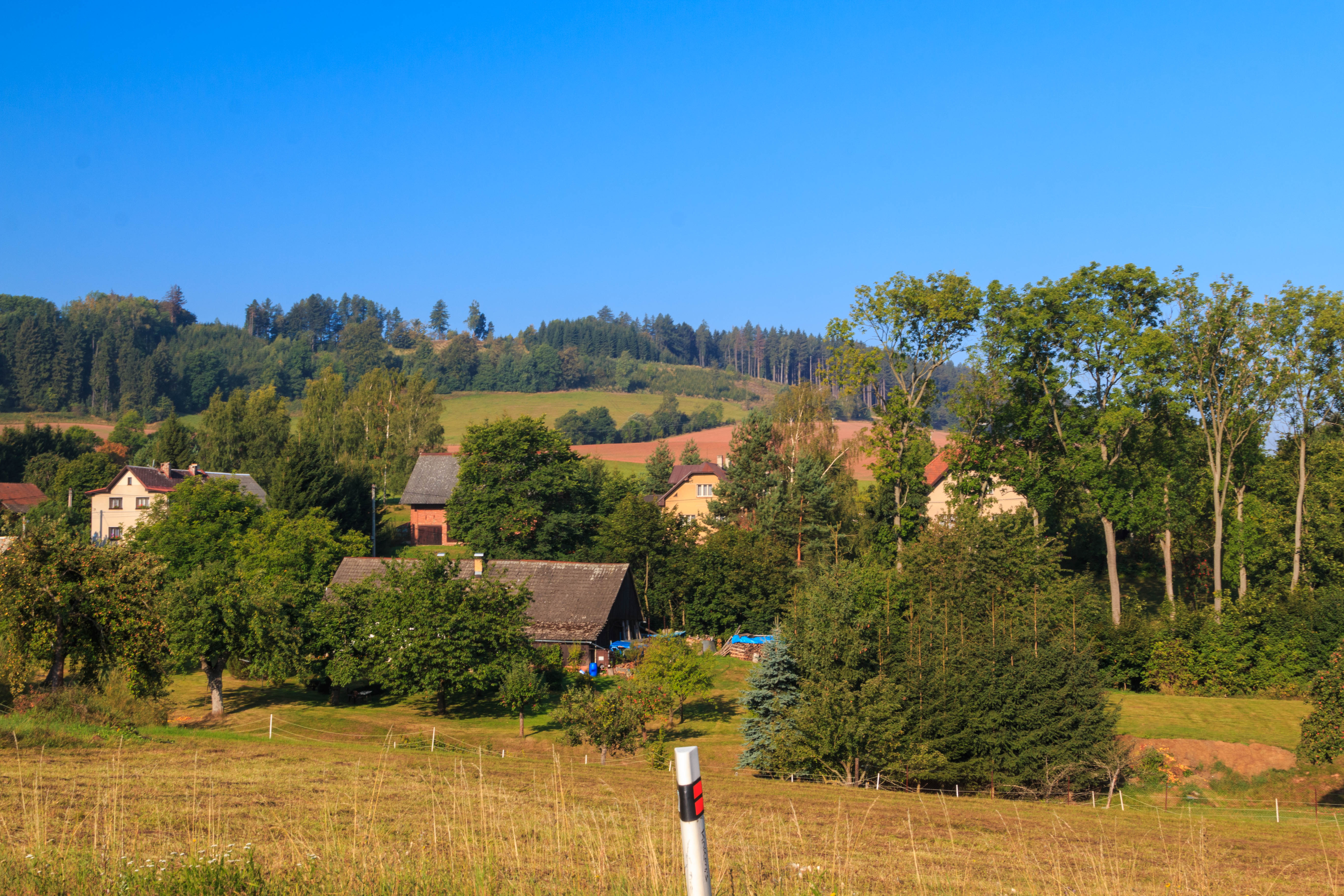
Stružinec - čp. 94
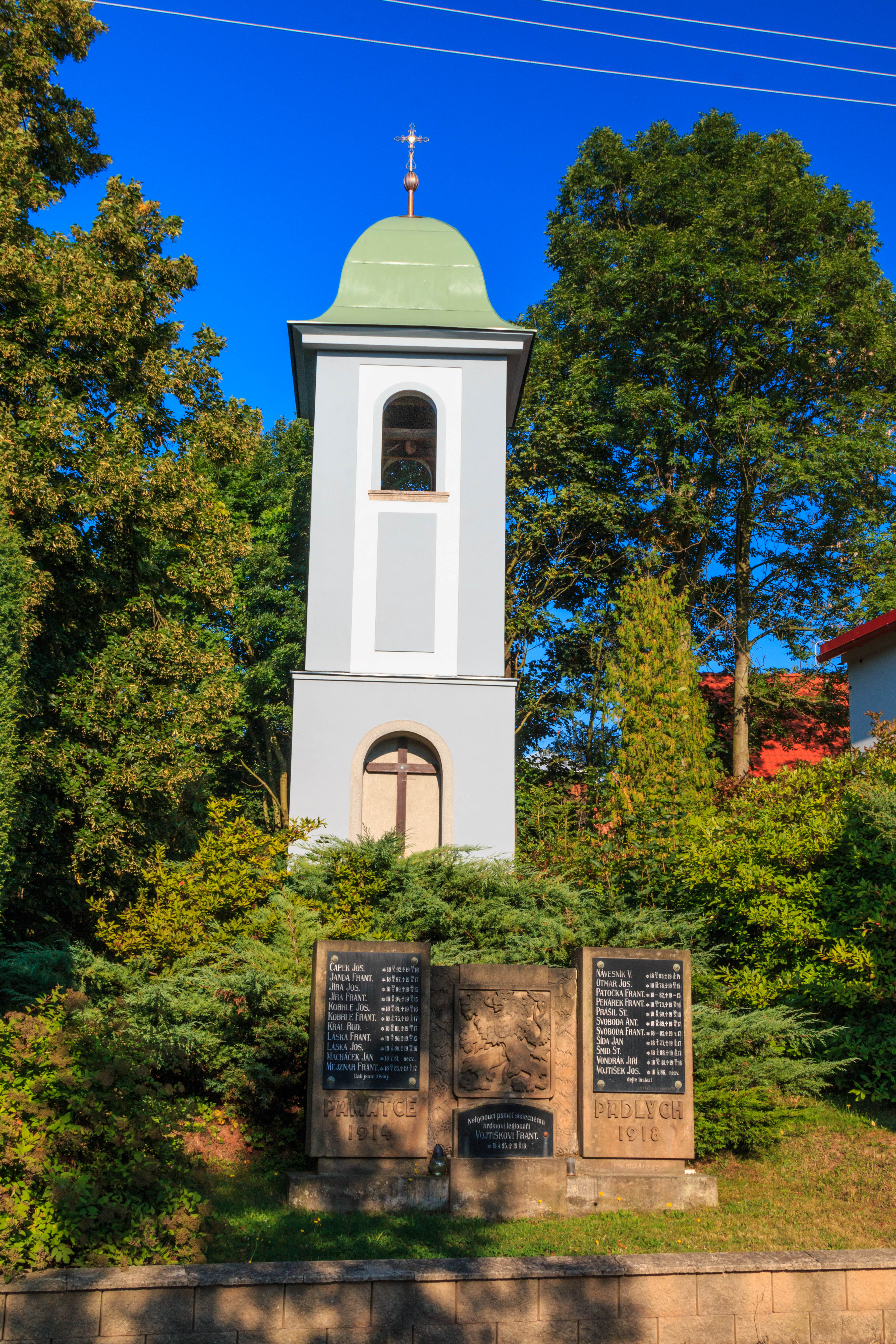
Stružinec - zvonice
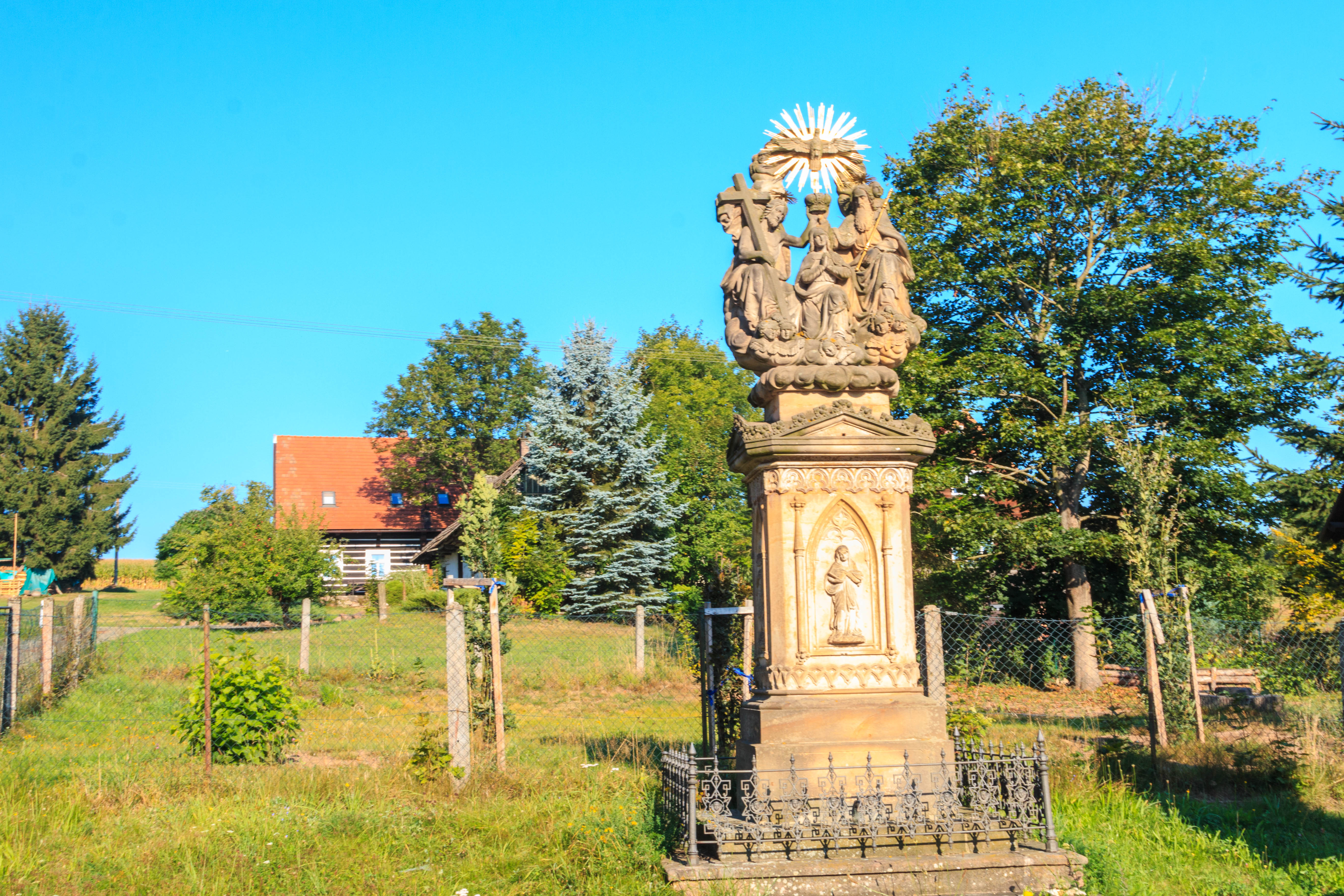
Stružinec - sousoší Korunování Panny Marie